# Chery Cowin
La Chery Cowin ou Chery Flagcloud est une berline chinoise conçue par le constructeur automobile Chery sur la base d'une Seat Toledo (1re génération). Elle est également diffusée en Russie sous le nom de Chery Amulet.